# Lachnocaulon digynum
Lachnocaulon digynum är en gräsväxtart som beskrevs av Friedrich August Körnicke.
Lachnocaulon digynum ingår i släktet Lachnocaulon och familjen Eriocaulaceae. Inga underarter finns listade i Catalogue of Life.